# Eoghan O'Neill
Pour les articles homonymes, voir O'Neill.
Eoghan O'Neill est un bassiste irlandais. Il a notamment joué avec Chris Rea, Daniel O'Donnell et dans le groupe Moving Hearts, dans lequel il a composé quelques morceaux. En Bretagne, il a joué avec des artistes célèbres : L'Héritage des Celtes puis Dan Ar Braz, Gilles Servat, Soldat Louis. Dans les années 2000, il accompagne Celtic Woman.

## Discographie
- 1983 : Words & Music - Planxty
- 1985 : Without the Fanfare - Mary Black
- 1987 : Atlantic Bridge - Davy Spillane (basse, chœurs, arrangements)
- 1988 : Christy Moore - Christy Moore
- 1988 : Irish Memories
- 1989 : Neither Fish nor Flesh - Terence Trent D'Arby
- 1989 : Voyage - Christy Moore
- 1989 : We've Come a Long Way - Liam Clancy
- 1989 : From the Heart / Thoughts of Home - Daniel O'Donnell
- 1992 : Rita Connolly - Rita Connolly
- 1994 : Bringing It All Back Home, Vol. 1
- 1994 : Héritage des Celtes - Dan Ar Braz et L'Héritage des Celtes
- 1995 : En Concert - Dan Ar Braz et L'Héritage des Celtes
- 1995 : Kojak Variety - Elvis Costello
- 1995 : Looking Back - Mary Black
- 1995 : Misty Eyed Adventures - Moya Brennan
- 1995 : No Regrets - Don Baker
- 1995 : Tonight is Just for Us - Marian Bradfield
- 1996 : A Place Among the Stones - Davy Spillane
- 1996 : Common Ground: Voices Of Modern Irish Music
- 1996 : Riverdance : Music from the Show - Bill Whelan
- 1996 : Traditional Irish Music on Flute and Tin Whistle - Laurence Nugent
- 1996 : Valparaiso - Rita Connolly
- 1997 : Celtic Dance (compositeur)
- 1997 : Celtic Twilight, Vol. 4 : Celtic Planet
- 1997 : So Far: The Collection 1979-1995 - Eileen Ivers
- 1997 : The Loving Time
- 1997 : The Dreaming Sea - Karen Matheson
- 1997 : The Land of Love - Noel Brazil
- 1997 : The Roots of Riverdance - Bill Whelan
- 1998 : Celtic Woman, Vol. 1
- 1999 : Finisterres - Dan Ar Braz et l'Héritage des Celtes
- 1999 : Song for Ireland - Mary Black
- 1999 : The Spellbound - Sharon Shannon (arrangeur, bouzouki)
- 2000 : Celtic Woman, Vol. 2
- 2000 : Riverdance on Broadway - Bill Whelan
- 2001 : Dreamcatcher - Secret Garden
- 2001 : Journey - Dónal Lunny (best of)
- 2001 : La Mémoire des volets blancs - Dan Ar Braz
- 2001 : Yola - Eleanor McEvoy
- 2002 : Especially for You/Love Songs - Daniel O'Donnell
- 2002 : Follow Your Dream - Daniel O'Donnell
- 2002 : Greatest Hits - Daniel O'Donnell
- 2002 : Made in Breizh - Dan Ar Braz (directeur artistique, basse, mixage)
- 2002 : Songs of Inspiration - Daniel O'Donnell
- 2002 : Songs of Love - Daniel O'Donnell
- 2002 : The Last Waltz/Follow Your Dream - Daniel O'Donnell
- 2002 : Too Close to Heaven - The Waterboys
- 2003 : À toi et ceux - Dan Ar Braz (directeur musical)
- 2003 : Duckin' & Divin' - Don Baker
- 2004 : Just a Country Girl - Mary Duff
- 2004 : Songs of Inspiration/I Believe - Daniel O'Donnell
- 2005 : Celtic Woman - Celtic Woman
- 2005 : Very Best of Daniel O'Donnel - Daniel O'Donnell
- 2006 : A Christmas Celebration - Celtic Woman
- 2006 : Celtic Woman
- 2006 : Rain on the Wind - Don Baker
- 2006 : The Very Best of Daniel O'Donnell - Daniel O'Donnell
- 2007 : A New Journey - Celtic Woman
- 2007 : A New Journey: Live at Slane Castle - Celtic Woman
- 2007 : Yes... Those Were the Days - Liam Clancy (The Essential)
- 2008 : Highlights - Celtic Woman
- 2008 : The Greatest Journey: Essential Collection - Celtic Woman
- 2009 : Distant Shore - Órla Fallon (basse, arrangeur, compositeur, producteur)
- 2010 : Songs from the Heart - Celtic Woman
- 2011 : My Land - Órla Fallon (basse, arrangeur, compositeur)
- 2012 : Believe - Celtic Woman
- 2012 : Discover Carlos Nuñez - Carlos Núñez
- 2012 : Silent Night - Celtic Woman
- 2013 : If You Leave... - Eleanor McEvoy

### AvecChris Rea
- 1978 : Whatever Happened to Benny Santini ?
- 1980 : Tennis
- 1982 : Chris Rea
- 1983 : Water Sign
- 1984 : Wired to the Moon
- 1985 : Shamrock Diaries
- 1986 : On the Beach
- 1987 : Dancing with Strangers
- 1988 : New Light Through Old Windows (best of)
- 1989 : The Road to Hell

### AvecMoving Hearts
- 1981 : Moving Hearts
- 1982 : The Dark End of the Street
- 1985 : The Storm
- 1986 : Live Hearts (enregistré en 1983)
- 2008 : Live in Dublin